# Karin Hendschke
Karin Hendschke-Raddatz (* 30. Dezember 1967) ist eine frühere DDR-Eiskunstläuferin, die für den TSC Berlin startete. Sie nahm 1983 an den Eiskunstlauf-Europameisterschaften teil und wurde 1984 Juniorenweltmeisterin.
Karin Hendschke studierte Sport an der Deutschen Hochschule für Körperkultur Leipzig. Heute arbeitet sie als Trainerin beim Berliner TSC und ist daneben als Technische Spezialistin (Preisrichterin) bei ISU-Wettkämpfen tätig.

## Erfolge/Ergebnisse

### Juniorenweltmeisterschaften
- 1983 – 2. Rang – Sarajevo
- 1984 – 1. Rang – Sapporo

### Eiskunstlauf-Europameisterschaften
- 1983 – 14. Rang – Dortmund
- 1984 – 12. Rang – Budapest

### DDR-Meisterschaften
- 1981 – 3. Rang
- 1983 – 3. Rang

### Andere Wettbewerbe
- 1983 – 1. Rang – NHK Trophy, Sapporo

| Personendaten    | Personendaten             |
| ---------------- | ------------------------- |
| NAME             | Hendschke, Karin          |
| ALTERNATIVNAMEN  | Hendschke-Raddatz, Karin  |
| KURZBESCHREIBUNG | deutsche Eiskunstläuferin |
| GEBURTSDATUM     | 30. Dezember 1967         |